# Futbol'nyj Klub Podillja
Il Futbol'nyj Klub Podillja (in ucraino Футбольний клуб «Поділля»?, meglio noto come Podillja Chmel'nyc'kyj, è una società calcistica ucraina con sede nella città di Chmel'nyc'kyj.

## Storia

### Periodo sovietico
Fondata nel 1926 come parte della società sportiva Dinamo, prende la denominazione di Dynamo Proskuriv, prendendo parte prevalentemente alle competizione della propria regione di appartenenza. Durante la seconda guerra mondiale, con l'interruzione di tutte le competizioni sovietiche, il club si è sciolto. Dal 1948, il club ha ripreso regolarmente a giocare nelle competizioni calcistiche ucraine.
Nel 1960, il club ha ottenuto lo status di club professionistico ed è stato ammesson alla Klass B, la seconda serie del campionato nazionale sovietico. Questo anno viene spesso indicato come l'anno di fondazione del club. Nel 1978, la squadra prese il nome della sua regione storica, ossia Podillja (in russo Podol'e).

### Periodo ucraino
Col crollo dell'Unione Sovietica, nel 1992 prende parte alla Perša Liha, ossia la seconda serie del neonato campionato ucraino, restandovi fino al 1998, quando il club retrocede in Druha Liha.
Nel 2007 la squadra sposta la propria sede a Krasyliv. L'anno prima, uno scandalo che ha coinvolto Petro Arsenjuk, allora proprietario del club, ha portato la squadra sull'orlo fallimento. Per tale ragione, le autorità cittadine fondano un nuovo club (con la medesima denominazione ma con sede a Chmel'nyc'kyj) facendolo partecipare al Campionato Amatoriale Ucraino.
Alla vigilia della Druha Liha 2007-2008, il Podillja fondato nel 2007 prende il posto della società spostatasi a Krasyliv. Durante la pausa invernale della stagione 2008-2009, l'amministrazione cittadina di Chmel'nyc'kyj cessa di finanziare il club, che passa di nuovo sotto l'egida della società sportiva Dinamo, la quale cambia la denominazione della squadra in Dynamo Chmel'nyc'kyj. Questo nuovo sodalizio cessa di esistere nel novembre del 2013, quando la Federcalcio ucraina viene informata da parte della proprietà della cessazione di ogni attività sportiva.
Nel 2014, il club è stato nuovamente rifondato ed iscritto ai campionati amatoriali ucraini. Nel 2016, ottiene lo status di club professionistico e si iscrive alla Druha Liha. Cinque anni dopo, il club torna in Perša Liha a ventidue anni dall'ultima apparizione.

## Stadio
La squadra gioca le sue gare interne nello Stadio Podillja, impianto da 6.800 posti. Tra il 2012 e il 2015, l'impianto ha subito un intervento di ristrutturazione.

## Organico

### Rosa 2023-2024
| N. |                       | Ruolo | Calciatore           |
| -- | --------------------- | ----- | -------------------- |
| 1  | Kazakistan (bandiera) | P     | Dmytro Nepohodov     |
| 2  | Ucraina (bandiera)    | D     | Dmytro Prikhna       |
| 3  | Ucraina (bandiera)    | D     | Serhij Siminin       |
| 4  | Ucraina (bandiera)    | D     | Valeriy Boldenkov    |
| 5  | Ucraina (bandiera)    | D     | Hlib Savchuk         |
| 6  | Ucraina (bandiera)    | C     | Kyrylo Kostenko      |
| 7  | Ucraina (bandiera)    | D     | Maksym Voytikhovskyi |
| 8  | Ucraina (bandiera)    | C     | Yaroslav Dobrokhotov |
| 9  | Ucraina (bandiera)    | C     | Jevhen Zadoja        |
| 10 | Ucraina (bandiera)    | A     | Stanislav Vasylenko  |
| 13 | Ucraina (bandiera)    | A     | Illja Kovalenko      |
| 15 | Ucraina (bandiera)    | C     | Oleksandr Tsybulnyk  |

| N. |                    | Ruolo | Calciatore          |
| -- | ------------------ | ----- | ------------------- |
| 18 | Ucraina (bandiera) | A     | Ihor Karpenko       |
| 20 | Ucraina (bandiera) | C     | Ivan Orobets        |
| 21 | Ucraina (bandiera) | C     | Nazar Lys           |
| 22 | Ucraina (bandiera) | C     | Danyil Bozhenar     |
| 23 | Ucraina (bandiera) | D     | Vladyslav Chushenko |
| 27 | Ucraina (bandiera) | D     | Roman Nazarchuk     |
| 33 | Ucraina (bandiera) | D     | Oleh Veremijenko    |
| 44 | Ucraina (bandiera) | D     | Valentyn Koreshkov  |
| 49 | Ucraina (bandiera) | A     | Vitaliy Kaverin     |
| 55 | Ucraina (bandiera) | P     | Anton Zadereyko     |
| 66 | Ucraina (bandiera) | D     | Yevheniy Bykov      |
| 99 | Ucraina (bandiera) | P     | Bohdan Petrychenko  |

## Palmarès

### Competizioni nazionali
- Druha Liha: 1

1997-1998 (Gruppo A), 2020-2021 (Gruppo A)